# Aleksandra Crvendakić
Aleksandra Crvendakić (in serbo Александра Црвендакић?; Loznica, 17 marzo 1996) è una cestista serba.

## Carriera
Con la Serbia ha disputato due edizioni dei Giochi olimpici (Rio de Janeiro 2016, Tokyo 2020) e quattro dei Campionati europei (2017, 2019, 2021, 2023).